# Kondoa (Distrikt)
Kondoa ist ein Distrikt im Norden der Region Dodoma in Tansania mit dem Verwaltungszentrum in der Stadt Kondoa. Der Distrikt grenzt im Norden und im Osten an die Region Manyara, im Süden an die Distrikte Chemba und Kondoa TC und im Westen an die Region Singida.

## Geographie
Der Distrikt hat eine Fläche von 4625 Quadratkilometer und 244.854Einwohner (Volkszählung 2022). Das Land lässt sich geographisch in zwei Bereiche gliedern: Dem Hochland im Nordosten, das rund 1300 Meter über dem Meeresniveau liegt und dem gebirgigen Teil. Dieses erreicht Höhen bis 2000 Meter. Das Klima in der Stadt Kondoa ist tropisch mild, Aw nach der effektiven Klimaklassifikation. Im Jahr regnet es unter 1000 Millimeter, großteils in den Monaten Dezember bis April. Die Jahresdurchschnittstemperatur liegt bei 21 Grad Celsius, wobei der November der wärmste und der Juli der kühlste Monat ist.

## Geschichte
Der Distrikt Kondoa wurde im Jahr 1983 eingerichtet und im Jahr 2013 wurde der südliche Teil als Distrikt Chemba abgespalten. Seit 2015 ist Kondoa TC ein eigener Distrikt.

## Verwaltungsgliederung
Der Distrikt besteht aus einem Wahlkreis (Jimbo) und 21 Bezirken (Ward, Stand 2022):
- Bumbuta
- Busi
- Bereko
- Haubi
- Hondomairo
- Changaa
- Itololo
- Itaswi
- Kalamba
- Keikei
- Kikilo
- Kikore
- Kwadelo
- Kisese
- Kinyasi
- Pahi
- Masange
- Mnenia
- Salanka
- Thawi
- Soera

## Bevölkerung
| Die Bevölkerung besteht zu achtzig Prozent aus Bantu sprechenden Ethnien. Im Jahr 2012 sprachen fast zwei Drittel der Über-Fünfjährigen Swahili, sieben Prozent Swahili und Englisch, etwas über einem Viertel waren Analphabeten. Der jährliche Zuwachs von der Volkszählung 2012 zur Zählung 2022 betrug 1,5 Prozent. | Die zur Anzeige dieser Grafik verwendete Erweiterung wurde dauerhaft deaktiviert. Wir arbeiten aktuell daran, diese und weitere betroffene Grafiken auf ein neues Format umzustellen. (Mehr dazu) |

- Bildung: Im Distrikt gibt es 92 Grund- und 25 weiterführende Schulen (Stand 2019).[11]
- Gesundheit: Für die medizinische Versorgung der Bevölkerung stehen im Distrikt ein Krankenhaus, vier Gesundheitszentren und 32 Apotheken zur Verfügung.[11]

## Wirtschaft und Infrastruktur

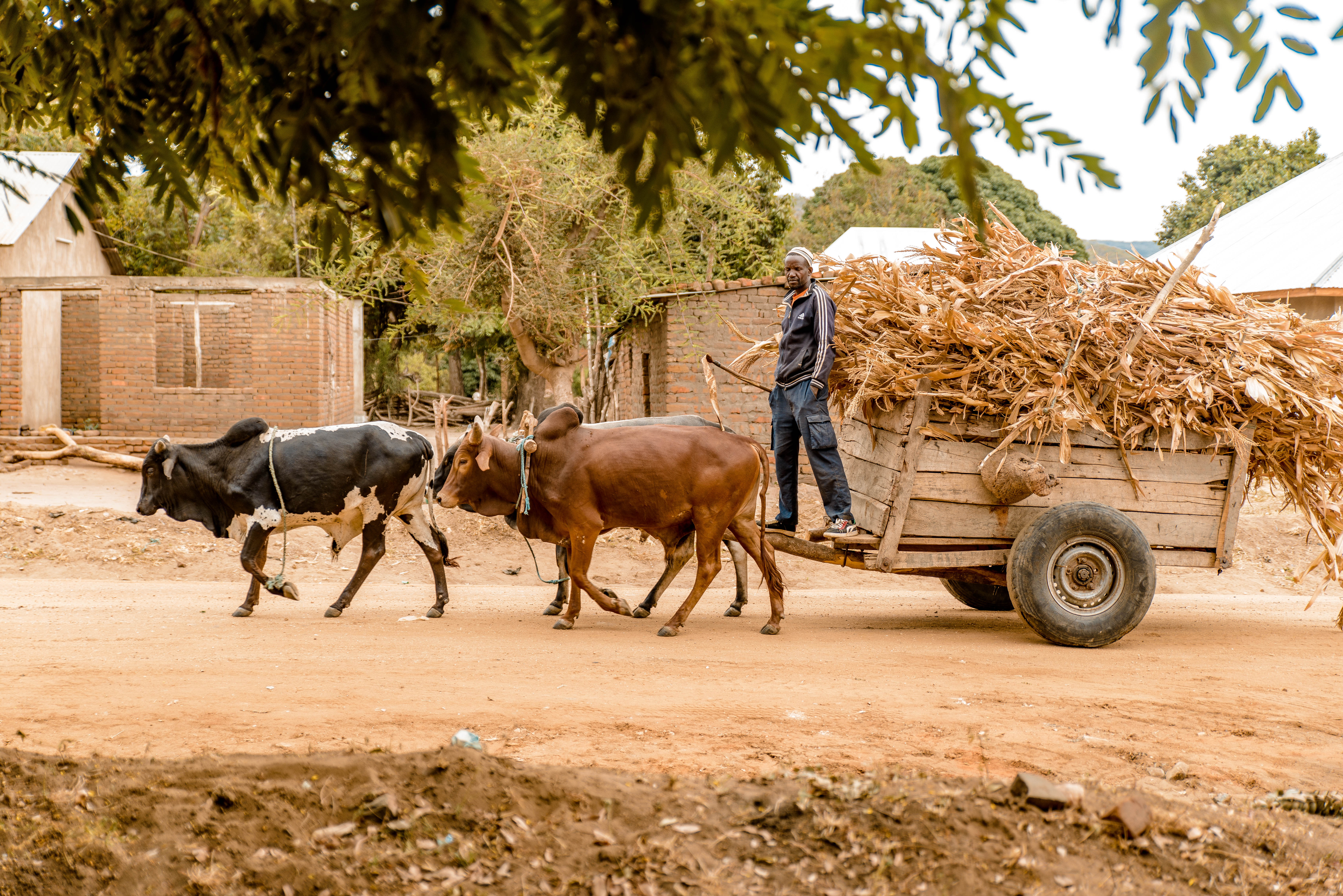
Transport mit dem Ochsenkarren

Das Land ist geprägt von Wiesen in ausgedehnten Buschzonen. In der Trockenzeit verdorrt das Gras auf den Wiesen.
- Landwirtschaft: Die wichtigsten Feldfrüchte für den Eigenbedarf sind Mais, Maniok, Bohnen und Hirse. Zur Erhöhung des Einkommens werden Mais, Erdnüsse, Sonnenblumen, Sesam und Erbsen verkauft.[5] Von den 56.000 Haushalten besaßen 34.000 Haustiere (Stand 2012). Überwiegend gehalten wurden Rinder, Geflügel und Ziegen.[12]
- Forstwirtschaft: Der Waldbestand im Distrikt liegt bei 250.000 Hektar,[5] davon sind 4249 Hektar Waldreservat.[13]
- Gewerbe und Industrie: Wegen der guten Straßenverbindung und der Nähe zu Dodoma wurden die zwei Gewerbezonen Bukulu und Pahi eingerichtet.[14]
- Straßen: Die wichtigste Straßenverbindung im Distrikt ist die Nationalstraße T5 von Dodoma im Süden nach Arusha im Norden, die durch die Distrikthauptstadt Kondoa verläuft.[15]

## Politik
In Kondoa wird alle fünf Jahre ein Distriktrat (District-Council) gewählt. Vorsitzender des Distriktrates ist Mustapha Semwaiko Yussuf (Stand 2022).

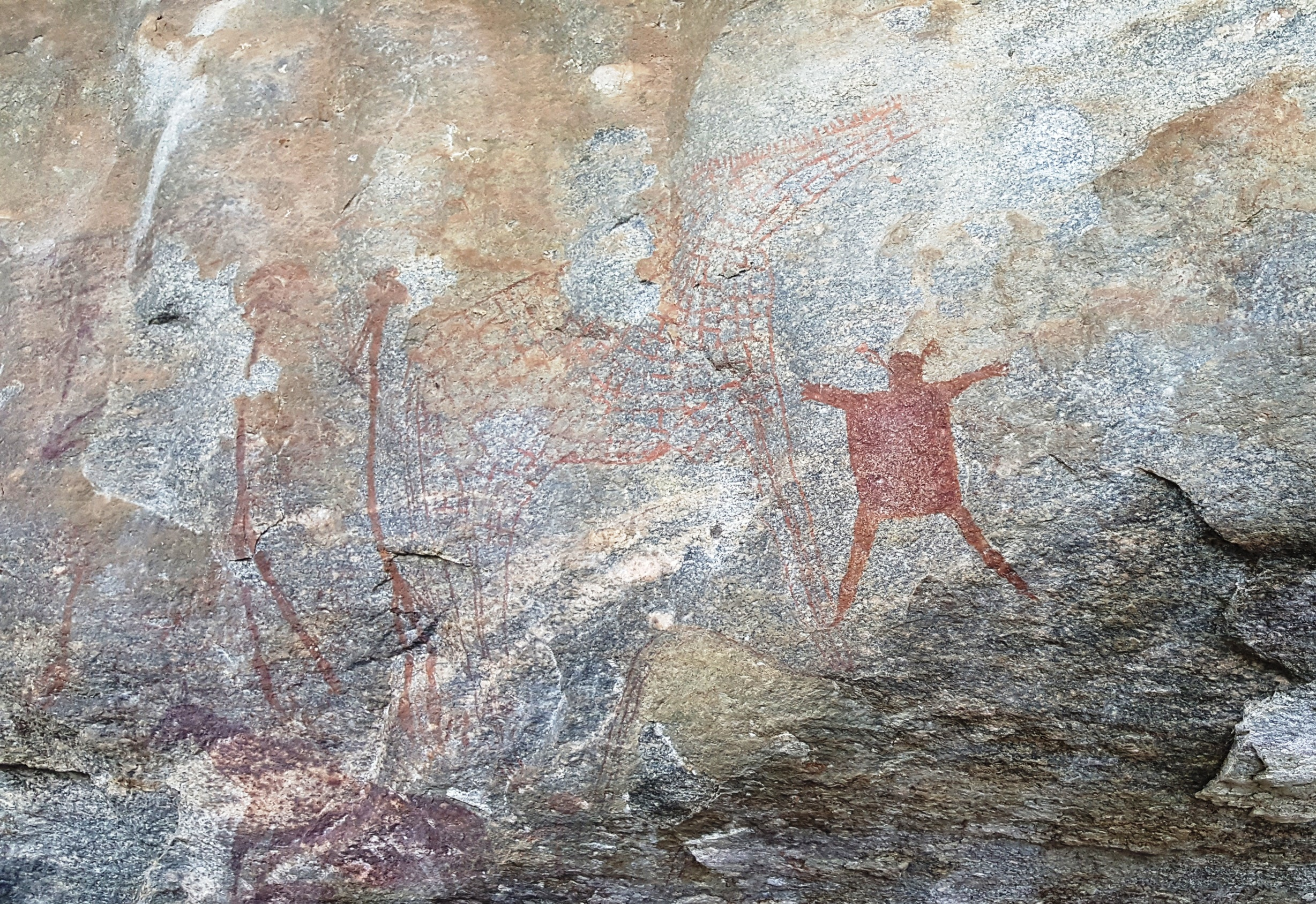
Felsmalerei

## Sehenswürdigkeiten
- Felsenmalereien von Kondoa: Die Felsmalereien von Kondoa wurden im Jahr 2006 zum UNESCO-Welterbe erklärt.[18] An mehreren Standorten finden sich 1500 Felsmalereien von Tieren, Menschen und geometrischen Mustern.[19]